# Ockholm
Ockholm (friesisch: e Hoolme, dänisch: Okholm) ist eine Gemeinde im Kreis Nordfriesland in Schleswig-Holstein.

## Geographie

### Lage
Das Gemeindegebiet von Ockholm umfasst die Gebiete des Ockholmer- und den südlichen Teil des Hauke-Haien-Koogs (Abschnitt bis zum Ortsteil Schlüttsiel). Beide Köge sind Bestandteile des Naturraums Nordfriesische Marsch. Die Gemeinde ist im nordwestlichen Bereich Anrainer vom Nordfriesischen Wattenmeer. Im Jahr 1991 wurde das Gemeindegebiet um 78 Hektar vergrößert. Die zuvor unbedeichten Salzwiesen vorm Ockholmer Koog wurden durch den Bau eines knapp 2 Kilometer langen vorgelagerten neuen Deichs zwischen dem Sönke-Nissen-Koog und Hauke-Haien-Koog landfest erschlossen und dem Gemeindegebiet zugeschlagen.

### Gemeindegliederung
Neben dem Hauptort befinden sich die Ortsteile Schlüttsiel und Bongsiel sowie der südliche Teil des Hauke-Haien-Koogs und die Vordeichung des Neuen Ockholmer Koogs im Gemeindegebiet.
Das Wohnplatzverzeichnis zur Volkszählung vom 25. Mai 1987 listet insgesamt 26 Wohnplätze im Gemeindegebiet auf.

### Nachbargemeinden
Ockholm grenzt an:
|  | Dagebüll                                    |            |
|  | Kompassrose, die auf Nachbargemeinden zeigt | Langenhorn |
|  | Reußenköge                                  |            |

## Geschichte
Ockholm gehörte früher zur in der Zweiten Marcellusflut 1362 untergegangenen Beltringharde. Nach der ersten großen Mandränke war es nur eine Hallig. Erstmals sicher erwähnt wurde Ockholm im Zinsbuch des Schleswiger Bischofs von 1462 als ein aus 16 Warften bestehender Ort der Nordergoesharde. Der Name bedeutet vermutlich Insel des Ocke. Archäologische Funde zeigen, dass neben etwas Landwirtschaft vor allem Salztorfabbau vom 11. bis zum 14. Jahrhundert betrieben wurde, bis die Verschlickung der ehemaligen Moore nach dem Wassereinbruch der Marcellusflut diesem Arbeitszweig ein Ende bereitete.
Im Jahr 1515 wurde die Hallig mit einem Deich umgeben und dabei gleichzeitig landfest gemacht. Die angrenzenden Langenhorner Alter Koog und Sterdebüller Alter Koog waren vermutlich schon 40 Jahre früher fertiggestellt worden. Nach der Eindeichung wurde eine Kirche gebaut. Durch mehrere Sturmfluten war die vorspringende Halbinsel immer in Gefahr, vor allem, weil sie kaum Vorland besaß. Wehlen am alten Außendeich zeugen von wiederholten Deichbrüchen. Streit mit den Nachbargemeinden wegen der Deichunterhaltung führte dazu, dass notwendige Reparaturen von den überforderten Einwohnern nicht durchgeführt werden konnten.
Im Jahr 1579 legten Flensburger Kaufleute einen Hafen in Ockholm an. Es war ihnen verboten worden, den Husumer Hafen zu benutzen. Er erlangte jedoch zu keiner Zeit eine größere Bedeutung, da die Flensburger doch schon recht bald wieder von Husum aus Handel treiben durften. Der Ockholmer Hafen ging in den folgenden Sturmfluten unter.
Die Burchardiflut von 1634 durchbrach auch die Deiche des Ockholmer Koogs. Er wurde überschwemmt, die Kirche zerstört und 400 Menschen verloren ihr Leben. Der westliche Seedeich wurde fast vollkommen zerstört. Da man die Ausbesserung der Mitteldeiche zum Schutz des Hinterlandes als vorrangig erachtete, wurde erst 1639 unter König Christian IV. von Dänemark begonnen, einen großen Teil des Kooges wieder einzudeichen. Dabei wurde die Deichlinie verkürzt und rückverlegt. Die Eindeichungsarbeiten wurden 1641 vollendet. Die durch die Sturmflut herrenlos gewordenen 800 Demat Land ging in den Besitz des Königs über, der damit auch die hohen Deichlasten übernahm. Später erhielten diese Ländereien der Kammerherr Burchard von Ahlefeldt. 1647 wurde eine neue Kirche erbaut.
1735 wurde mit dem Bau der Abdämmung des Bongsieler Kanals begonnen. Er hatte zum Ziel, die Entwässerung von insgesamt zehn Kögen zu verbessern.
1766 berief sich der Flensburger Rat auf die alten Hafenprivilegien und richtete, allen Husumer Protesten zum Trotz, einen Hafen am Bongsiel ein. Von hier aus sollten Waren aus und nach Holland angelandet werden. Allerdings erwiesen sich die schlechten Wege durch die vor allem im Winter unzureichend entwässerten Köge als zu beschwerlich.

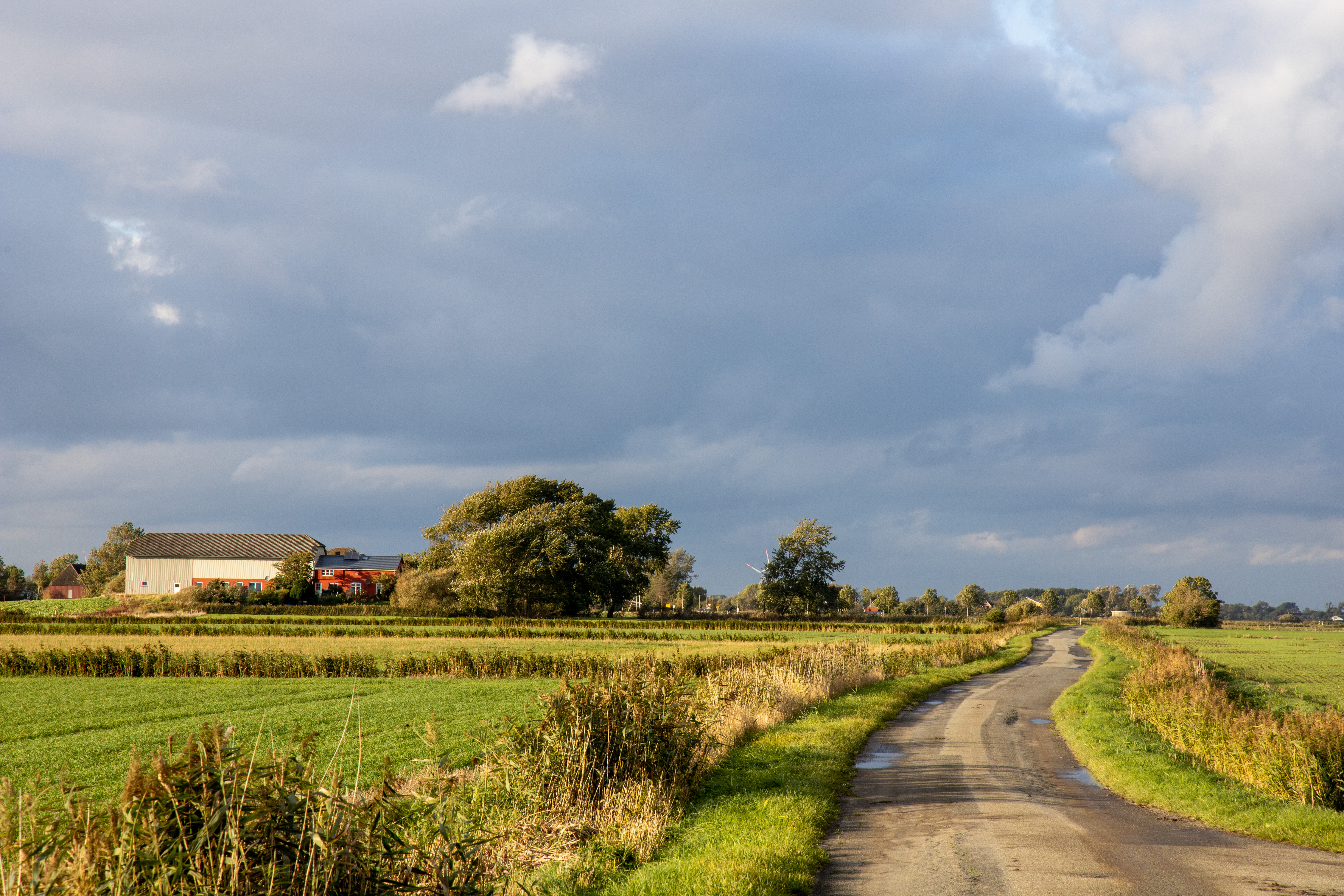
Blick auf Ockholm

Im Laufe der Jahrhunderte wurden rings um den Ockholmer Koog weitere Köge eingedeicht: 1577 der Waygaarder Koog, 1652 der Blumenkoog, 1799 der Louisen-Reußen-Koog, 1926 der Sönke-Nissen-Koog und 1959 der Hauke-Haien-Koog. Mit letzterem wurde die Wasserlösung im nördlich angrenzenden Hinterland der ehemaligen Dagebüller Bucht verlagert. Der neu eingerichtete Hafen Schlüttsiel am Rande des Hauke-Haien-Koogs übernahm die Funktion der Entwässerung in die Nordsee vom Bongsiel. In Schlüttsiel wurde auch ein Fährhafen eingerichtet. Von dort bestehen Fährverbindungen zu den Halligen Hooge und Langeneß.
In der dänischen Zeit war Ockholm administrativ der Nordergoesharde (Nørre Gøs Herred) im Amt Bredstedt im Herzogtum Schleswig zugeordnet. In Folge des Deutsch-Dänischen Krieges 1864 kam der Ort unter preussische Herrschaft. Während des Dritten Reichs befand sich in Ockholm ein Reichsarbeitsdienstlager für Deicharbeiter. In den 1950er Jahren erhielt Ockholm im Rahmen des Programmes Nord Strom- und Wasseranschluss.
Nach der Sturmflut 1962 erhielt Ockholm eine zweite Deichlinie, die den größtenteils unter dem Meeresspiegel liegenden Koog besser schützt. Das Gebiet zwischen den Deichen ist bis heute als Feuchtgebiet erhalten.

## Politik

### Gemeindevertretung
Bei der im Zuge der Kommunalwahlen in Schleswig-Holstein 2023 am 14. Mai erfolgten Gemeindewahl von Ockholm erhielten wiederholt einzig Kandidaten der Wählergemeinschaft Ockholm (WGO) alle neun Sitze in der Gemeindevertretung.

### Bürgermeister
Für die Wahlperiode 2023–2028 wurde Matthias Feddersen als Nachfolgender der zuvor seit 1994 amtierenden Claudia Weinbrandt (WGO) in das Amt des Bürgermeisters gewählt.

### Wappen
Blasonierung: „Über blauem Sturzwellenschildfuß in Blau ein abgeflachter goldener Hügel, darauf ein rotes Bauernhaus mit schwarzen Fenstern, Tür und Giebeldach sowie einem goldenen Dach. Oben rechts vier goldene schräg gestellte Windmühlenflügel.“

## Religion/Kirche

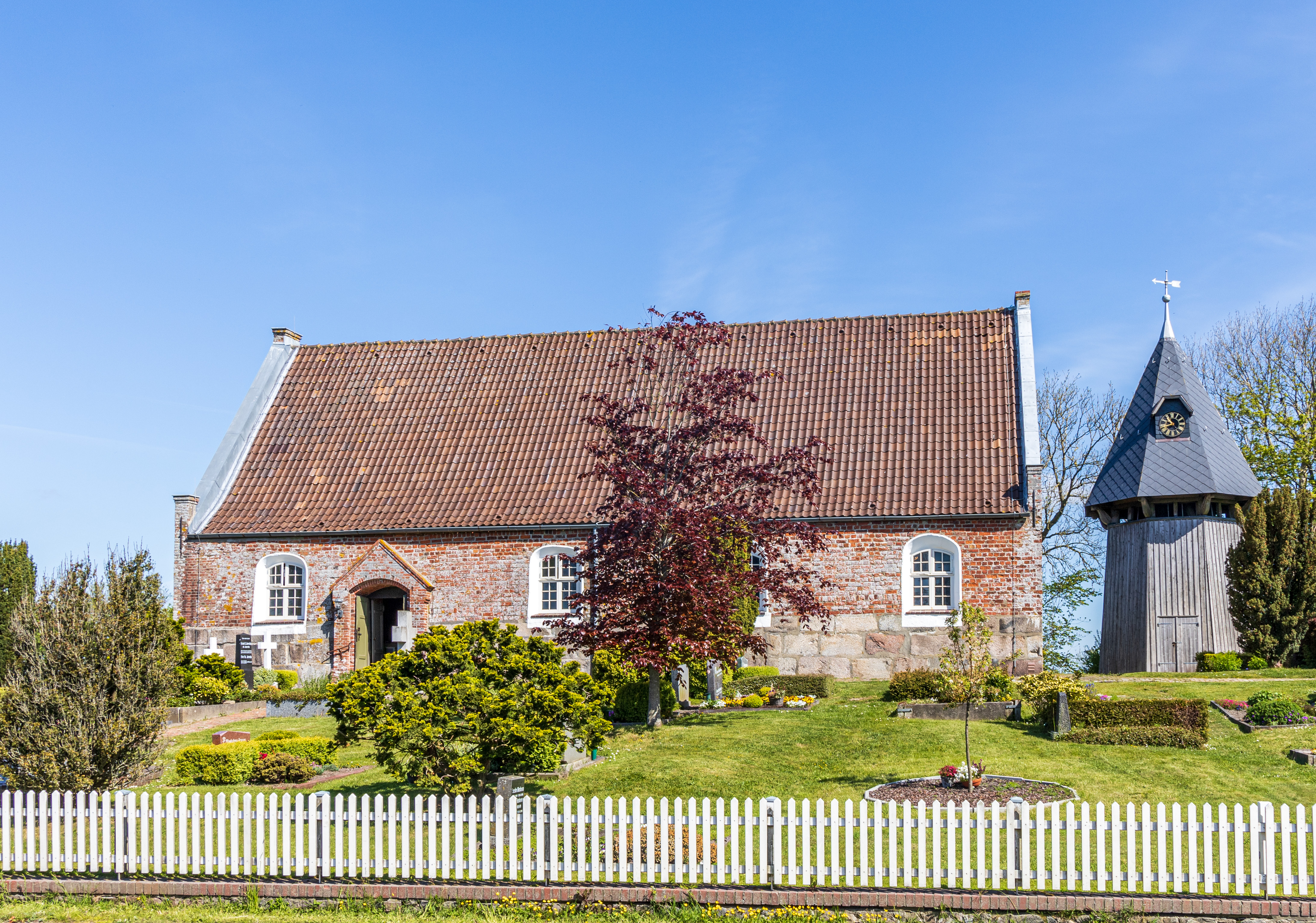
Kirche mit Glockenstapel

Der Großteil der Bevölkerung ist protestantischen Glaubens. Die heute im Ortszentrum gelegene Kirche Zum heiligen Kreuz ist das Gotteshaus der Bürger evangelisch-lutherischer Konfession. Zur Kirche gehört der abseits des Kirchengebäudes stehende hölzerne Glockenstapel.

## Bauwerke

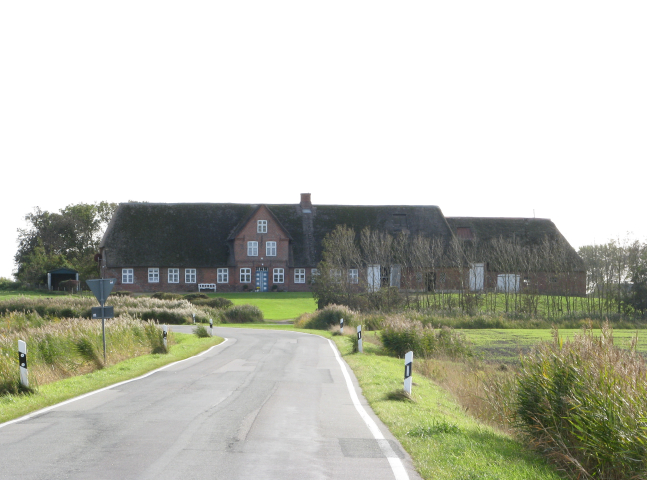
Peterswarft in Ockholm

Die Siedlung liegt auf 14 Warften, Aufschüttungen, welche die darauf errichteten Gebäuden vor Sturmfluten schützen sollen.
Zu den besonders sehenswerten Bauwerken zählen die zahlreichen Einzelsiedlungen auf den Warften. Diese sind ein Relikt aus der Vergangenheit, als Ockholm noch eine Hallig war. Eine besondere Rolle nimmt hierbei die Peterswarf ein. Sie kam unter anderem durch eine Verfilmung der Theodor-Storm-Novelle Der Schimmelreiter aus dem Jahr 1978 zu Ehren. Passend zur Titelrolle des Films, waren auch im realen Leben die Hofeigentümer häufig Deichgrafen des Ockholmer Koogs.
Nachdem die Burchardiflut die 1555 gebaute „Heilig-Kreuz-Kirche“, die vermutlich außerhalb des heutigen Seedeiches lag, zerstört hatte, wurde 1647 der Nachfolgebau als Saalkirche auf der Kirchwarft errichtet. Die Steine für die Kirche stammten von dem 1629 abgebrannten Frau Mettenhof bei Bordelum und wurden dem Ort vom König geschenkt. Kanzel und Taufstein stammen aus der 1634 untergegangenen Kirche von Evensbüll von Strand.

## Wirtschaft und Verkehr
Die Wirtschaftsstruktur wurde lange Zeit durch die Urproduktion der Landwirtschaft geprägt. Mittlerweile ist auch der Tourismus eine wichtige Einnahmequelle. Dominierend ist hier die Ferienhausvermietung. Im Ortsteil Bongsiel war eine bis weit in die Region bekannte Gaststätte zu Hause. Das mehrfach von der Zeitschrift Der Feinschmecker ausgezeichnete Haus war vor allem bekannt für seine Küche regionaler Spezialitäten.
Im Ort sind verschiedene Handwerksunternehmen ansässig. Die älteste Firma des Dorfes ist ein Metallbau- und zertifizierten Schweißfachbetrieb mit angeschlossener Tankstelle.
Das Gemeindegebiet von Ockholm ist im Individualverkehr auf der schleswig-holsteinische Landesstraße 191 erreichbar. Sie ist die Verlängerung der Landesstraße 6 die am Fuße des Stollbergs in der Gemeinde Bordelum von der Bundesstraße 5 abzweigt. Nach gut zehn Kilometern auf dieser Trasse der sogenannten Bäderstraße nach Dagebüll wird die geschlossene Ortslage erreicht.
Im ÖPNV ist die Gemeinde aus Richtung Bredstedt erreichbar. Ins Gemeindegebiet hinein führen zwei Buslinien. Im Schülerverkehr fährt die Linie 1028 von Bredstedt über die Gemeinde Reußenköge nach Ockholm. Der Schulbesuch in Langenhorn, wird durch die Buslinie 1023 gewährleistet. Die Linie 1029 führt von Bredstedt aus direkt ins Gemeindegebiet bis nach Schlüttsiel. Sie ist abgestimmt auf die dortigen Fahrzeiten der Fähren zu den Halligen.
Seit August 2019 ist Ockholm zusätzlich in das Rufbusgebiet von Langenhorn einbezogen. Die Busse verkehren auf vorherige Anforderung im Zweistundentakt in einem Ringverkehr zur Umstiegshaltestelle am Haltepunkt Langenhorn an der Marschbahn.

## Persönlichkeiten
- Andreas Hamann (1904–1964), Jurist
- Ansgar Skriver (1934–1997), Journalist